# Tic-tac d'autore
Tic-tac d'autore è un singolo del cantautore italiano Carlo Zannetti, pubblicato il 15 giugno 2016.

## Descrizione
Il disco è stato pubblicato dall'etichetta discografica Tunecore.
Brano finalista del Festival International Carbunari 2008 organizzato dal Muzeul Florean in Romania.

## Tracce
1. Tic-tac d'autore – 2:17 (Carlo Zannetti)